# Marly (Nord)
Marly és un municipi francès, situat a la regió dels Alts de França, al departament del Nord. L'any 2006 tenia 11.915 habitants. Limita al nord-est amb Saint-Saulve, a l'est amb Estreux, al sud-est amb Saultain, al sud-oest amb Aulnoy-lez-Valenciennes i al nord-oest amb Valenciennes.

## Barris
- Centre
- La Briquette
- Les Floralies
- Les Fontinettes
- Le Petit Cavin
- La Rhônelle

## Demografia
| 1962                                       | 1968   | 1975   | 1982   | 1990   | 1999   | 2006   |
| ------------------------------------------ | ------ | ------ | ------ | ------ | ------ | ------ |
| 7.435                                      | 13.114 | 15.390 | 14.320 | 12.081 | 11.666 | 11.915 |
| Des de 1962: població sense dobles comptes |        |        |        |        |        |        |

## Administració
| Període   | Identitat          | Partit        |
| --------- | ------------------ | ------------- |
| 1984-1989 | Jean-Claude Rorive | PCF           |
| 1989-2008 | Philippe Duée      | Divers droite |
| 2008-     | Fabien Thiémé      | PCF           |